# Darren McGregor
Darren McGregor (Leith, 7 agosto 1985) è un ex calciatore scozzese, di ruolo difensore.

## Palmarès

### Club

#### Competizioni nazionali
- Scottish Third Division: 1

Cowdenbeath: 2005-2006
- Scottish League Cup: 1

St. Mirren: 2012-2013
- Coppa di Scozia: 1

Hibernian: 2015-2016
- Scottish Championship: 1

Hibernian: 2016-2017